# Rivula dubitatrix
Rivula dubitatrix là một loài bướm đêm trong họ Erebidae.